# Stéphane Dizier
Stéphane Dizier, né le 9 septembre 1964, est un auteur de bande dessinée belge francophone. 

## Biographie
Stéphane Dizier naît le 9 septembre 1964,. Il est autodidacte et après plusieurs projets, notamment en 1988 Le Batrascaphe ne répond plus ou les aventures d’Anatole Ondulé, il publie ses premières planches, l’adaptation de légendes de sa région dans le fanzine Auracan en 1994. Avec Michel Weykmans au scénario, il crée ensuite Blackhat, une série d'aventures sur fond de ruée vers l’or au XIXe siècle. Il revient à l’humour pour les éditions Dargaud et toujours avec le même scénariste, il crée Ogive marchand de frites ambulant et sa friterie, cette série ne verra pas le jour chez l’éditeur français pour cause de restructuration. Le duo évolue de concert et après avoir réalisé nombres d’affiches et d’illustrations sur le thème des « Esprits de la Forêt », Stéphane Dizier charge Michel Weykmans de lui scénariser une histoire sur ce même univers. Ainsi voit le jour Lizina la sorcière aux éditions Vents d’Ouest. En 2009, il travaille à l’adaptation en bande dessinée de Malvira sur des scénarios de Patrick Chaboud publié aux éditions Art Maniak. En 2018, il publie La Mer Amère, un recueil de gags de 32 pages dont les héros en sont le petit peuple de la mer. Puis l'année suivante, il fait partie du comité de rédaction de L'Aventure, une publication des Éditions du Tiroir.
En 2020, il rend vie aux bateliers du XIXe siècle avec la saga familiale Ainsi font les rivières qui fait revivre les riches heures de la batellerie sur l’Ourthe, de Barvaux à Liège dont le premier tome Le Silence est publié aux éditions Le Chaînon Manquant via la plateforme de financement participatif Ulule. Il enchaîne avec le second tome de cette série historique intitulé : La Dérive et publié de la sorte en 2022. Une nouvelle campagne Ulule permet au troisième tome intitulé : L'Embâcle de sortir en 2024,. La série doit compter 5 volumes.
En 2023, à l’initiative du Lions Clubs Bruxelles Millénaire, des dessinateurs de bande dessinée dont Stéphane Dizier ont décoré des tentes en carton dans le cadre de l'opération Une tente, une vie et pour laquelle une vente caritative est organisée par Drouot,.
En outre, il participe à  divers albums collectifs dont : le sixième tome de la série En images et en bande dessinée dédié au chanteur Léo Ferré (Vents d’Ouest, 2002), Sortilèges (3 tomes, BD Fly de 2011 à 2018), Walthéries (GPRD, 2012), Vesparadise (BD Lire Éditions, 2014), Lovely Wheels (C.M. Éditions, 2021), et Au fil de l'Amblève, (Dyade Éditions, 2022). Il réalise également l'affiche du festival de bande dessinée d'Hotton en 2022.
Il vit à Esneux et travaille à Barvaux en 2020.

## Œuvres

### Albums de bande dessinée

#### Lizina la sorcière
- 1. L'Enchanteur Lhommdor[3], Vents d’Ouest, Paris, septembre 2002
Scénario : Michel Weykmans - Dessin et couleurs : Stéphane Dizier -  (ISBN 2869679815)

#### Malvira
- 1. Derrière le strass, le stress !, Art Maniak, Durbuy, janvier 2009
Scénario : Patrick Chaboud - Dessin et couleurs : Stéphane Dizier

#### Ainsi font les rivières
- 1. Le Silence[7], Le Chaînon Manquant Éditions, Liège, juillet 2020
Scénario, dessin et couleurs : Stéphane Dizier -  (ISBN 978-2-9602592-0-9),Noté "Première édition" (tirage limité à 500 exemplaires). Comprend un dossier pédagogique et historique de 4 pages ainsi qu'une page de remerciements. Album financé le 31 mai 2020 sur Ulule.
- 2. La Dérive, Le Chaînon Manquant Éditions, Liège, juin 2022
Scénario : Stéphane Dizier, Luc Godart - Dessin et couleurs : Stéphane Dizier -  (ISBN 978-2-9602592-6-1),Noté "Première édition". Comprend un dossier pédagogique et historique de 4 pages ainsi qu'une page de remerciements. Tamponné 1er jour d'édition pour les exemplaires des participants Ulule. Album financé le 15 mars 2022 sur Ulule.
- 3. L'Embâcle[20], Le Chaînon Manquant Éditions, Liège, septembre 2024
Scénario : Stéphane Dizier, Luc Godart - Dessin et couleurs : Stéphane Dizier -  (ISBN 978-2-931201-34-3),Noté "Première édition". Comprend un dossier pédagogique et historique de 4 pages ainsi qu'une page de remerciements. Album financé le 21 mai 2024 sur Ulule.

### Collectifs
- 6. Léo Ferré, Vents d’Ouest, Paris, novembre 2002
Scénario : collectif - Dessin : collectif dont Stéphane Dizier - Couleurs : quadrichromie -  (ISBN 2-7493-0037-1)
- 1. Sortilège I, BD Fly, janvier 2011
Scénario : Bruno Di Sano - Dessin : collectif dont Stéphane Dizier - Couleurs : Alain Audry
- Walthéries - Les auteurs BD fêtent François Walthéry[21], GPRD, 1 septembre 2012
Scénario : Bruno Gilson - Dessin : Philippe Fenech, Bruno M - Couleurs : quadrichromie -  (ISBN 978-2-9601235-0-0),Tirage à 500 exemplaires. Album anniversaire des 50 ans de carrière de François Walthéry souhaité par d'autres dessinateurs dont Stéphane Dizier.
- 2. Sortilège II, BD Fly, janvier 2013
Scénario : Bruno Di Sano - Dessin : collectif dont Stéphane Dizier - Couleurs : Alain AudryTirage limité à 400 ex.
- Vesparadise, BD Lire Éditions, février 2014
Scénario : collectif - Dessin : collectif dont Stéphane Dizier - Couleurs : quadrichromieTirage limité à 300 ex.
- 3. Sortilège III[22], BD Fly, janvier 2018
Scénario : Bruno Di Sano et Daniel Bardet - Dessin : collectif dont Stéphane Dizier - Couleurs : Laurent CarpentierTirage limité à 250 ex.
- Lovely Wheels, C.M. Éditions, avril 2021
Scénario : Christian Mathoul - Dessin : collectif dont Stéphane Dizier -  (ISBN 978-2-9602788-0-4)Format à l'italienne.
- Au fil de l'Amblève[15],[16], Dyade Éditions, janvier 2022
Scénario : Collectif - Dessin : collectif dont Stéphane Dizier - Couleurs : quadrichromie -  (ISBN 978-2-9602969-0-7)
- Sortilège - Intégrale[23], C.M. éditions, 16 juin 2022
Scénario : Bruno Di Sano, Daniel Bardet, Christian Mathoul - Dessin : collectif dont Stéphane Dizier - Couleurs : Laurent Carpentier, Louis-Michel Carpentier, Alain Audry -  (ISBN 978-2-9602788-1-1),Couverture : Daniel Desorgher, Stéphane Dizier. Storyboard : Bruno Gilson. Avec Jo-El Azara, Francis Carin, Jean-Pol, Hec Leemans, Wim Swerts, André Taymans, Yannick Thiel.

#### Livres
: document utilisé comme source pour la rédaction de cet article.
- Jacques Fiérain, « Dizier, Stéphane », dans La BD dans les provinces de Liège, Namur et Luxembourg, Charleroi, Éd. l'Âge d'or, 2004, 112 p., ill. ; 31 cm (ISBN 9782960019698, OCLC 470388297, présentation en ligne), p. 35.
- Philippe Mellot, Michel Denni, Laurent Turpin et Isabelle Morzadec, Trésors de la bande dessinée : BDM 2023-2024 - Catalogue encyclopédique et Argus, Paris, Les Arènes, novembre 2022, 23e éd., 1677 p., ill. ; 23 cm (ISBN 9791037507280, OCLC 1351462460, présentation en ligne), p. 749. .